# دانمارک (آیووا)
دانمارک (به انگلیسی: Denmark) یک محدوده ثبت‌نشده در شهرستان لی ایالت آیووا کشور ایالات متحده آمریکا است که جمعیت آن در سرشماری سال ۲۰۱۰ میلادی، ۴۲۳ نفر بوده‌است.